# 戈文半島
60°10′N 166°31′E / 60.167°N 166.517°E

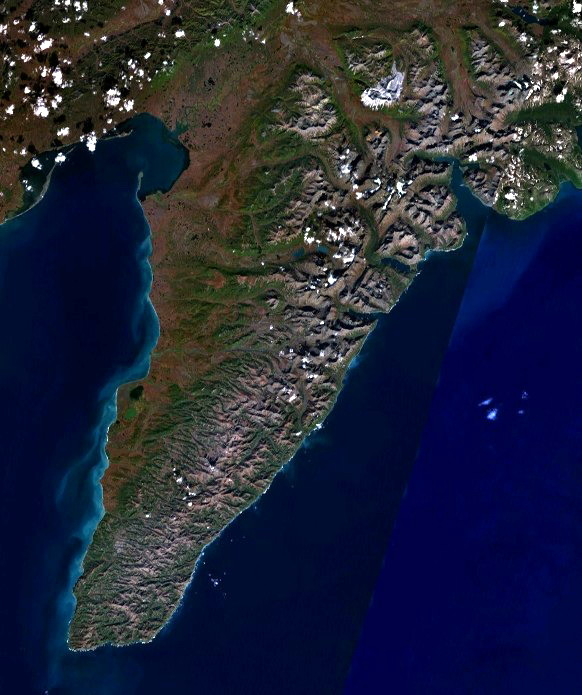

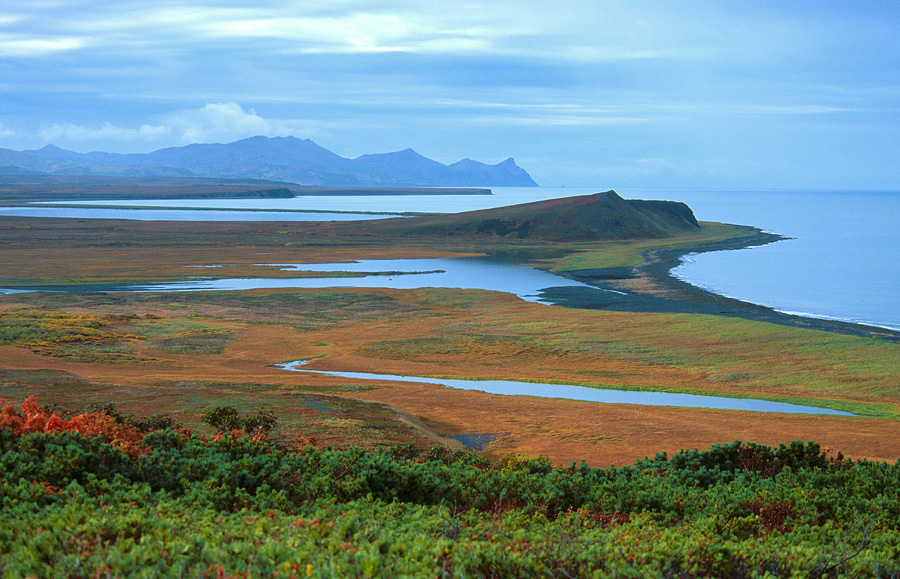

戈文半島是俄羅斯的半島，位於科爾夫灣和奧柳托爾斯基灣之間的堪察加半島，由堪察加邊疆區負責管轄，長約90公里，最高點海拔高度1,116米。